# Akna Montes
Akna Montes est un massif montagneux situé sur la planète Vénus par 68,9° N et 318,2° E, à l'ouest de Lakshmi Planum, le plateau occidental d'Ishtar Terra.
S'étendant sur 830 km, il culmine à environ 6 000 m au-dessus du rayon moyen de la planète.

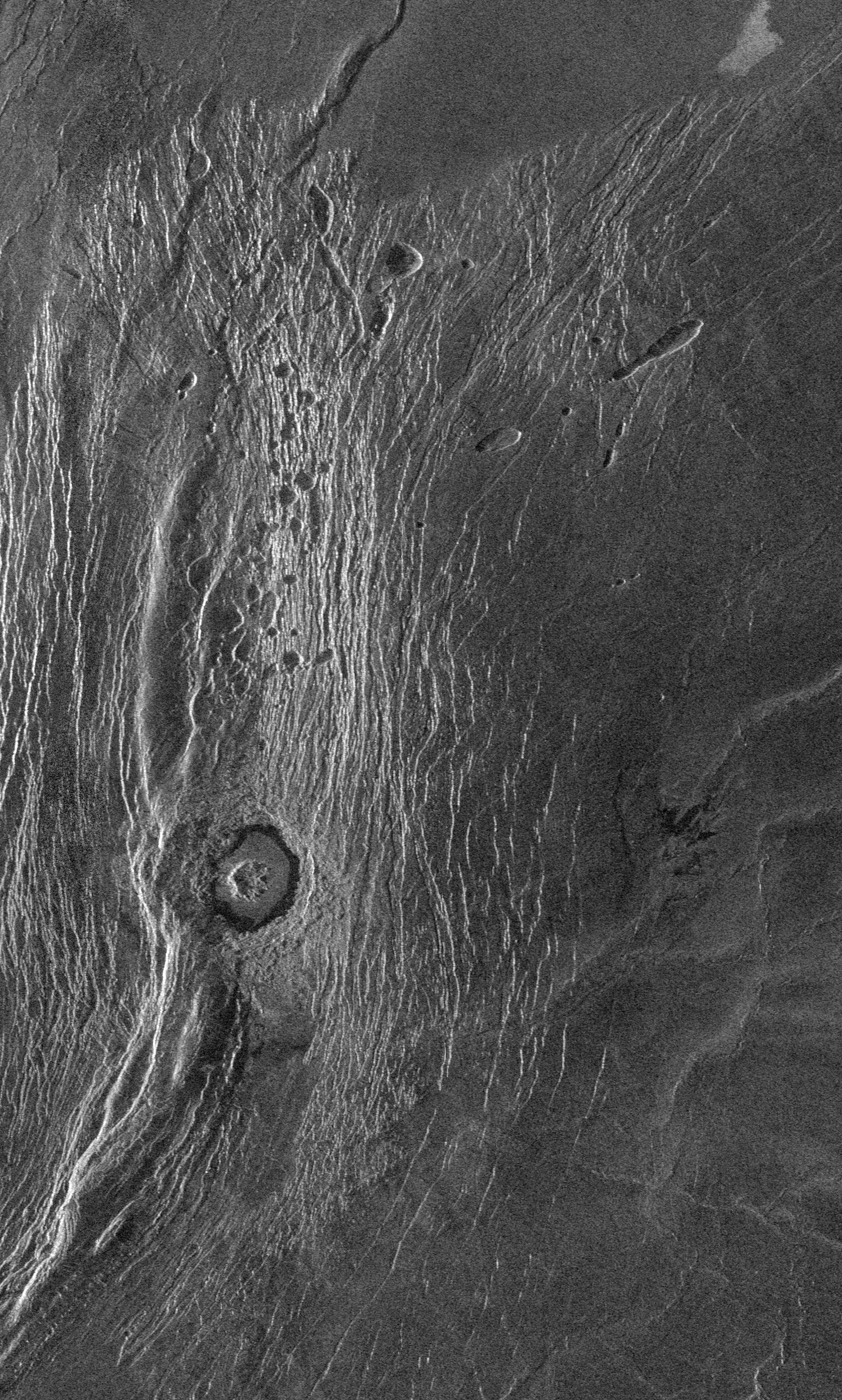
Image radar du nord d'Akna Montes obtenue par la sonde Magellan en 1996, avec le cratère Wanda, large de 22 km, qui ne semble pas avoir été déformé par la tectonique de la région.